# Sara Thygesen
Sara Thygesen (Fredericia, 20 de enero de 1991) es una deportista danesa que compite en bádminton, en las modalidades de dobles y dobles mixto.
Ganó una medalla de oro en los Juegos Europeos de Bakú 2015 y seis medallas en el Campeonato Europeo de Bádminton entre los años 2016 y 2025.
Participó en dos Juegos Olímpicos de Verano, en los años 2020 y 2024, ocupando el quinto lugar en París 2024, en la prueba de dobles.

## Palmarés internacional
| Juegos Europeos    | Juegos Europeos            | Juegos Europeos   | Juegos Europeos |
| Año                | Lugar                      | Medalla           | Prueba          |
| ------------------ | -------------------------- | ----------------- | --------------- |
| 2015               | Bakú (Azerbaiyán)          | Medalla de oro    | Dobles mixto    |
| Campeonato Europeo |                            |                   |                 |
| Año                | Lugar                      | Medalla           | Prueba          |
| 2016               | La Roche-sur-Yon (Francia) | Medalla de plata  | Dobles mixto    |
| 2016               | La Roche-sur-Yon (Francia) | Medalla de bronce | Dobles          |
| 2018               | Huelva (España)            | Medalla de bronce | Dobles          |
| 2021               | Kiev (Ucrania)             | Medalla de bronce | Dobles          |
| 2022               | Madrid (España)            | Medalla de bronce | Dobles          |
| 2025               | Horsens (Dinamarca)        | Medalla de bronce | Dobles          |